# 171 (videojuego)
171 es un videojuego de acción-aventura de mundo abierto desarrollado y publicado por Betagames Group para Microsoft Windows y por QUByte Interactive para Nintendo Switch, PlayStation 4, PlayStation 5, Xbox One y Xbox Series X/S. Ambientada en la ficticia Sumariti, con sede en la ciudad de Sumaré en el interior de São Paulo, el jugador controla al protagonista Nicolau Souza, un joven bonachón, que, en la versión final del juego, tendrá la misión de lidiar con situaciones turbulentas, tanto en tu vida diaria como en tu familia. El mundo abierto permite al jugador moverse a pie o en vehículos.
La idea para el desarrollo del juego surgió en 2010, cuando las modificaciones brasileñas para juegos como Grand Theft Auto: San Andreas se hicieron prominentes. El desarrollo fue lento durante los primeros años debido al hecho de que el equipo estaba formado por un grupo de menos de diez personas que trabajaban en el proyecto de forma no completa. La producción se reinició en 2015, principalmente después de cambiar los gráficos del motor Blender 3D a Unreal Engine 4. 171 se dio a conocer oficialmente en Internet ese mismo año, generando una gran expectativa por parte de varios medios y, a menudo, siendo apodado el Grand Theft Auto brasileño debido a su inspiración y similitud con los juegos de esta serie. Desde entonces, Betagames ha lanzado nuevas actualizaciones de desarrollo.
En enero de 2019, Betagames Group recaudó más de 68 mil reales en donaciones en el Proyecto Catarse. Este colaboró en el desarrollo del juego y su promoción en el Brasil Game Show de ese año.  Una segunda campaña en Catarse, en mayo de 2020, hizo que el equipo recaudara más de 195 mil reales. Una versión de pre-alpha se lanzó el 25 de marzo de 2020 para los patrocinadores, con un alpha disponible el 17 de noviembre de 2022 a través de acceso anticipado. El lanzamiento completo y final del juego está inicialmente programado para 2024.

## Desarrollo
171 está siendo desarrollado por Betagames Group, un desarrollador independiente de aproximadamente diez miembros, ubicado en el estado de São Paulo, Brasil a mediados de 2010 y 2011, cuando los mods brasileños para juegos como Grand Theft Auto: San Andreas se hicieron populares, se les ocurrió la idea de desarrollar un juego vagamente ambientado en Brasil. En una entrevista con el sitio web Nerd Interior, cuando se le preguntó "¿cómo surgió la idea de producir un juego de mundo abierto, especialmente ambientado en Brasil?", Diogo Moraes, uno de los desarrolladores del juego, respondió: "Es difícil encontrar a alguien a quien no le gusten los juegos de mundo abierto hoy en día, ¿verdad? A nosotros, por ejemplo, nos encanta la libertad que se adopta en estos juegos, son verdaderas obras de arte. Cuando nos encontramos con mods que traía contenidos e incluso ambientes aunque fraccionados desde Brasil y de manera cada vez más frecuente, esto despertó nuestro interés y nos hizo ver las posibilidades de una creación dedicada a este fin, porque no era solo algo genial, sino algo que con el paso del tiempo vimos lo que todos esperaban ver y no solo nosotros". El significado del título "171", está vinculado al artículo 171 del código penal brasileño referente al delito de fraude. A lo largo de los años, de 2010 a 2015, el equipo usó el motor de juego Blender, hasta que luego fue reemplazado por Unreal Engine 4. El desarrollo de 171 fue lento durante estos años. Durante ese tiempo, en 2015, Betagames lanzó el juego Minta se Puder para la plataforma Windows. En 2015 también se creó una página en Patreon, para recaudar fondos para 171. El proceso de desarrollo del juego se está realizando de forma no integral, tal y como explica Diogo Moraes: "Actualmente se está desarrollando '171', aunque somos un equipo Indie en este momento que solo logra dedicar solo tiempo libre a su desarrollo, y esto de hecho se refleja en su tiempo de producción, el proyecto todavía está fuertemente en creación".
En octubre de 2015, Betagames Group lanzó un tráiler teaser en su canal YouTube que muestra el escenario, la jugabilidad y el concepto del juego. Este video rápidamente alcanzó popularidad en varios servicios de medios, incluyendo su aparición en televisión a través del Programa do Porchat de RecordTV. La canción utilizada en el tráiler fue "Chavão", proporcionada por Família Shake; esto hizo que Betagames Group abriera un espacio para que cantantes, DJ, bandas y/o artistas independientes enviaran sus canciones al juego para ayudar con los elementos de sonido del juego, así como aumentar la popularidad de estos artistas. Además, la desarrolladora también puso a disposición el envío de grafitis por parte de los artistas, ya que lo calificó como una forma de "manifestación artística" además de "una gran forma de expresión cultural" apuntando al reconocimiento de "artistas humildes por presentar su arte en todo Brasil, con esto el artista estará recibiendo el debido reconocimiento por su obra". Dos días después, lanzaron una nueva actualización, enfocándose en los cambios de vehículos, nuevos vehículos y armamento.

"Además de ser desarrolladores, también nos gusta jugar. Sabemos que estas funciones en un juego de mundo abierto, como el nuestro, deben tratarse con respeto y atención, porque no tiene sentido crear un juego con un mapa extenso como el océano pero con la profundidad de un charco".
Kleverson Vieira, modelador jefe de 171, hablando sobre el proceso de desarrollo del juego.

A fines de 2016, el sitio web oficial de Betagames Group presentó una cuenta regresiva hasta febrero de 2017. Muchos especularon que el juego se lanzaría en esa fecha.  Sin embargo, la fecha se refería a una actualización importante que estaban planeando y que se retrasó hasta mayo de ese año. Al mes siguiente, anunciaron que se habían asociado con Mega Provedor, una empresa ubicada en São Paulo que puso su estructura a disposición del Betagames Group para "soportar una mayor cantidad de usuarios en línea diariamente", debido a la gran cantidad de accesos desde el público de la página la ha dejado fuera de línea dos veces por curiosidad para ver las últimas noticias publicadas por el desarrollador. También se consideró la disponibilidad de partidos en línea entre jugadores. Finalmente, en mayo de 2017, Betagames Group lanzó otra nueva actualización, en la que se muestra un video de "jugabilidad" que hace referencia a la "expansión del mapa". Con una asociación con el canal Gigaton Games en YouTube, el video gameplay alcanzó más de 2 millones de visitas y más de 170 mil me gusta en junio de 2019. El video muestra al protagonista caminando por la ciudad, con varios detalles referentes a la periferia brasileña, como casas sin revocar, botes de basura y postes pintados. Dos meses después, lanzaron otra nueva actualización, demostrando el éxito de su proyecto social llevado a cabo en abril de 2016, con un número importante de artistas que enviaron sus canciones a la desarrolladora, entre ellos Shake Family, Sephion, Paradgma y Quartzo Records. Hasta ese momento, la ciudad del juego se mantuvo en secreto, sin embargo, se descubrió que la ciudad retratada en los videos de gameplay del juego está basada en el municipio de Sumaré, en el interior de São Paulo, con siendo su nombre ficticio Sumarití. Esta hazaña fue descubierta por el canal de YouTube SanInPlay, en septiembre de 2017, después de analizar algunos conceptos artísticos del juego y comparar el mapa ficticio con el mapa de la vida real.
En febrero de 2018, lanzaron una nueva actualización de desarrollo, esta vez con un video de "juego" del juego con el protagonista dentro de un vehículo.  Se mostró el proceso de tuning de los coches, además de nuevos elementos en el escenario, HUD y elementos sonoros. A fines de ese año, lanzaron la actualización "Jugar para perder no soy yo" que presentaba nuevas demostraciones de juego, como mecánicas de disparo y destrucción de vehículos. Junto con esto, lanzaron una campaña en Catarse para poder recaudar fondos para 171 con el fin de presentar un gameplay jugable en el Brasil Game Show 2019, así como proporcionando obsequios y contenido adicional para los seguidores. A principios de 2019, el desarrollador logró recaudar más de 68 mil reales en la campaña colectiva, logrando colocar 171 en el Brasil Game Show de ese año. El 13 de abril de 2020 se abrió una nueva campaña de recaudación de fondos en Catarse. Había dos goles en él; el primero por un monto de 57.135 reales y el segundo por un monto adicional de 21.632 reales (78.767 sumando los dos montos); el dinero adicional del segundo objetivo se invertirá en equipos de captura de movimiento para mejorar las animaciones de los personajes. La campaña resultó exitosa, con el equipo recaudando más de 30 mil reales en las primeras 24 horas y alcanzó el objetivo de valor total estimado en solo 2 días, lo que permitió al equipo acelerar la producción del juego. En total, la desarrolladora recaudó más de 197 mil reales en esta segunda campaña.

## Divulgación y lanzamiento
Una forma destacada para que Betagames Group promueva 171 es a través de la plataforma YouTube, con videos que muestran el proceso de desarrollo. Además, algunos canales dedicados a los juegos electrónicos se han asociado con el desarrollador para dar a conocer una actualización del juego. Se creó una campaña de recaudación de fondos en el Catarse con el objetivo de acelerar el desarrollo del juego y promocionarlo en el Brasil Game Show (BGS) 2019. En ella, dependiendo del monto donado, el jugador podría ganar una copia de la próxima versión pre-alpha, además de algunos obsequios como una camiseta, una taza, un póster y una miniescultura del protagonista del juego. La promoción de 171 en BGS 2019 provocó que los medios relacionados con la industria del juego hicieran artículos dedicados al juego. IGN aclamó a 171 como uno de los aspectos más destacados de la convención, destacando particularmente cuánto estaba generando visibilidad entre el público. Sobre el hecho de que fuera apodado "GTA brasileño", algunos de los desarrolladores admitieron: "No nos gusta llamarlo GTA brasileño" pero estuvo de acuerdo en que tal comparación era "inevitable" y que a veces se sentían "halagados" de ser comparados con la "franquicia de mil millones de dólares de Rockstar".

### Versiónpre-alfa
La primera versión pre-alfa se demostró en BGS 2019 en octubre de ese año y consistió en una cantidad de diez autos y dos armas en una parte limitada de la ciudad.  El 25 de marzo de 2020 se lanzó una segunda versión de desarrollo, pre-alpha 2. Originalmente, estaba programado para finales de 2019, sin embargo, se pospuso para proponer una experiencia de "mejor nivel de calidad" para los jugadores. Esta versión está disponible para Microsoft Windows a través de Steam solo para quienes colaboraron en la campaña de diciembre de 2018 a enero de 2019 en Catarse (donando una cantidad superior a 50,00 real) y para algunas personalidades de los medios para promocionar el juego.  Estas personalidades incluyen "YouTubers", como aquellos que se han asociado previamente con el desarrollador y otros que han expresado interés en el juego. A diferencia de la primera versión vista en BGS, el pre-alpha 2 incluye un sistema de búsqueda similar a la serie Grand Theft Auto, además de actuación de voz y la capacidad de cambiarse de ropa. Fue elogiado principalmente por su entorno, jugabilidad con vehículos y actuación de voz.
Tras el lanzamiento de pre-alpha 2, algunos sitios web y, principalmente, canales de YouTube utilizaron el nombre del juego para realizar estafas, diciendo que el título estaba disponible en otras plataformas (como Android) y que había una versión gratuita disponible para descargar, tanto en dispositivos móviles, como para Windows. Algunas personas han informado que los virus han ingresado a sus dispositivos, y algunos son capaces de robar datos personales de los usuarios. Betagames Group y varias otras personalidades estaban completamente en contra de tales actitudes y se presentaron quejas a estos canales, y algunos de estos videos finalmente se eliminaron de la plataforma. Esto mostró que varias personas estaban interesadas en adquirir el juego de alguna manera, y Betagames Group reveló que pondría a disposición una nueva recaudación de fondos en un futuro próximo.

### Versión alfa y acceso anticipado
Se esperaba que se lanzara una versión alfa del juego en la segunda mitad de 2020. Esta versión fue posible después de que una segunda campaña en Catarse en mayo de 2020 tuvo éxito. Esta versión tiene nuevas mecánicas, así como un sistema dinámico de día y noche, nuevas armas, nuevos vehículos (como motocicletas), policía y mejoras de personajes, nuevos movimientos, tiendas de armas, más ropa y correcciones de errores visto en la versión pre-alfa. Debido a los impactos causados por la pandemia de COVID-19 en la producción del juego, el lanzamiento de la versión alfa se pospuso y llegaría el 23 de marzo de 2021. Debido a otros problemas de producción, el lanzamiento alfa se pospuso a una fecha no especificada, y el desarrollador afirmó que evitaría lanzar nuevas fechas antes de estar "completamente seguro de que se completará en su mejor estado". El 12 de octubre de 2022 se lanzó un tráiler de la versión alfa del juego, que se lanzó el 17 de noviembre de 2022 para Windows a través de acceso anticipado en Steam, con versiones para consolas PlayStation 4, PlayStation 5, Xbox One, Xbox Series X/S y Nintendo Switch planearon lanzarse en una fecha posterior. El día de su lanzamiento, la versión alfa llegó a la cima de los juegos más vendidos de Steam.

#### Cargos por fraude y malversación de fondos
El 20 de noviembre, el desarrollador del juego fue investigado tras sufrir varias acusaciones de fraude y malversación de fondos, según una publicación del desarrollador en el sitio web MixMods. Al día siguiente, la empresa publicó un descargo de responsabilidad refutando las acusaciones.

### Versión beta
En la campaña Catarse de enero de 2019, Betagames Group comentó que "si se cumplen nuestros objetivos", podría lanzar una versión beta del juego en algún momento del año 2021. En la campaña de mayo de 2020, el equipo reafirmó que el lanzamiento de la versión beta aún estaría programado para 2021. Con el retraso de la versión alfa hasta 2022, la versión beta actualmente no tiene fecha.

### Versión final
Con el lanzamiento de la versión alfa del juego el 17 de noviembre de 2022, Betagames Group comentó que planea lanzar oficialmente la versión final de 171 a principios de 2024, aunque reconoció que este período de lanzamiento puede estar sujeto a cambios.